# A̭
A̭, a̭ – litara diakrytyzowana alfabetu łacińskiego powstała od litery a poprzez dodanie cyrkumfeksu dolnego.

## Zastosowanie
A z cyrkumfeksem dolnym jest stosowane w języku juǀʼhoan od 1975 dla oznaczenia samogłoski /aˤ/.